# Kościół św. Franciszka w Głogówku
Kościół świętego Franciszka – rzymskokatolicki kościół należący do prowincji św. Antoniego z Padwy i bł. Jakuba Strzemię Zakonu Braci Mniejszych Konwentualnych.

## Historia i wnętrze

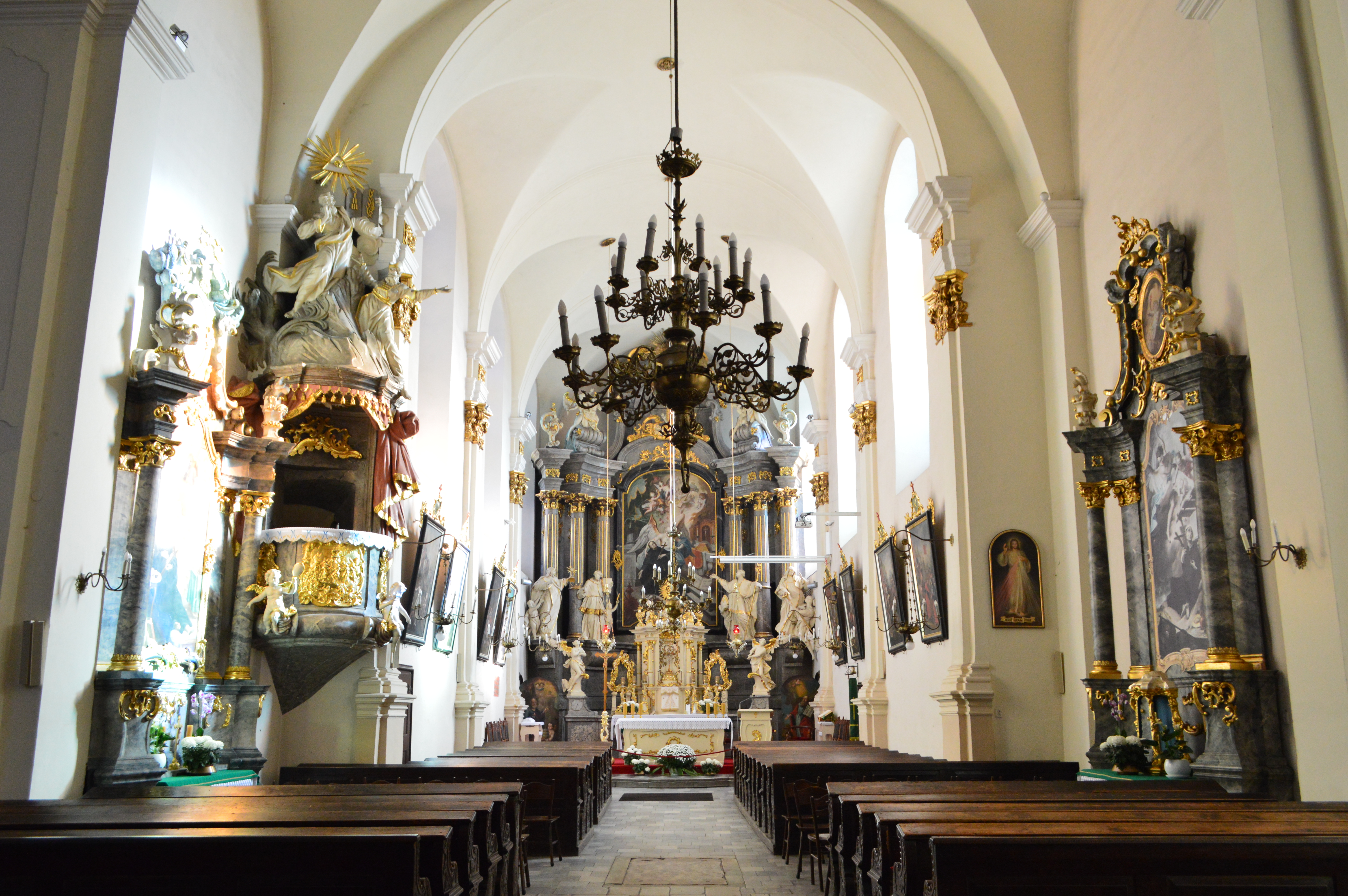
Wnętrze świątyni

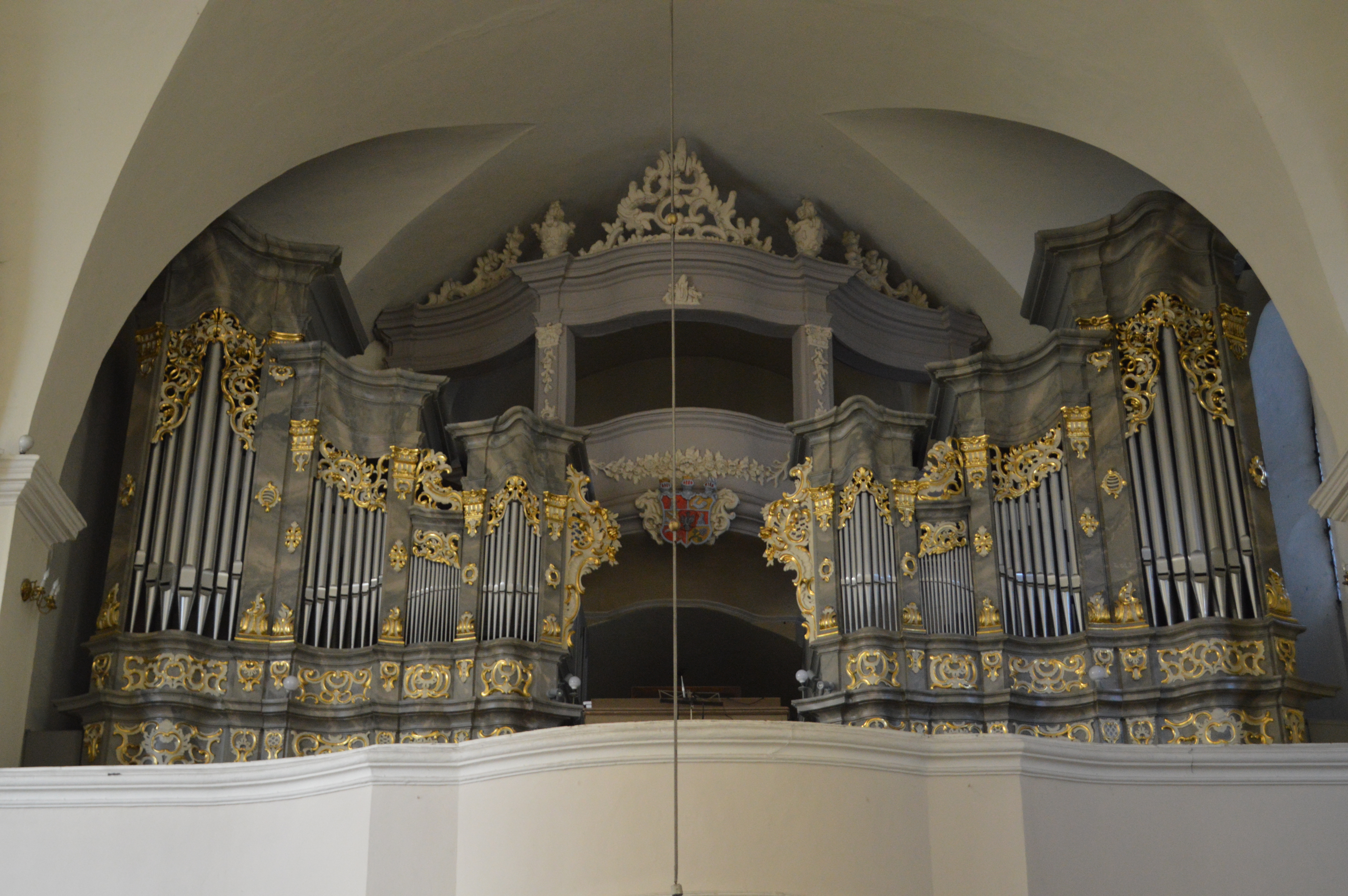
Organy

Budowa świątyni jest związana ze sprowadzeniem w 1264 roku przez księcia opolskiego Władysława Opolczyka franciszkanów do miasta. W tym okresie został wzniesiony pierwszy kościół oraz wybudowany został klasztor. W wyniku kolejnych wojen oraz pożarów i spowodowanych przez nie zniszczeń, świątynia była konsekwentnie odbudowywana i rozbudowywana (Domek Loretański, kaplica św. Antoniego oraz ramiona transeptu). W drugiej połowie XVIII wieku wnętrze wzbogaciło się o barokowe dekoracje wykonane przez Franciszka Sebastiniego (polichromie i część obrazów) oraz Jana Schuberta (wystrój rzeźbiarski). W czasie sekularyzacji franciszkanie zostali zmuszeni do opuszczenia miasta, a świątynia pełniła funkcję kościoła filialnego. Na początku lat 50 na ścianach i sklepieniach kościoła zostały wykonane nowe freski. Autorami ich byli artyści z Krakowa: Tadeusz Brzozowski, Jarosław Sowiński oraz Barbara Gawdzik. Freski w stylu były nowoczesne, nawiązywali też stylistycznie do charakterystycznej kreski baroka i rokoka. Zostały one dobrze przyjęte przez mieszkańców oraz Ministerstwo Kultury i Sztuki.
W 1963 roku ponownie został utworzony klasztor w mieście. Od tego czasu świątynia i jej wyposażenie są remontowane.
Wyposażenie świątyni powstało głównie w XVIII wieku. Należą do niego m.in. ołtarz główny w stylu rokokowym z obrazem Józefa Luxa z Opawy z 1751 roku ufundowany przez Henryka Ferdynanda Oppersdorffa, ołtarze boczne oraz ambona w stylu rokokowym z posągami Boga Ojca i Mojżesza w zwieńczeniu baldachimu.

## Organy
Organy zostały wybudowane przez Paula Berschdorfa w 1913 roku, w szafie i z zachowaniem elementów instrumentu Reinholda Hundecka z 1881 roku.
Dyspozycja instrumentu:
| Manuał I                   | Manuał II              | Pedał                |
| -------------------------- | ---------------------- | -------------------- |
| 1. Trompette 8'            | 1. Geigen principal 8’ | 1. Subbass 16’       |
| 2. Mixtur 3&4 fach         | 2. Gedeckt 8’          | 2. Violon 16’        |
| 3. Rausch quinte 2 2/3’+2’ | 3. Salicet 8’          | 3. Quintbass 10 2/3’ |
| 4. Rohrflote 4’            | 4. Portunal 8’         | 4. Principal bass 8’ |
| 5. Octave 4’               | 5. Aeoline 8’          | 5. Flautbass 8’      |
| 6. Gemshorn 8’             | 6. Vox coelestis 8’    | 6. Cello 8’          |
| 7. Hohlflote 8’            | 7. Fugara 4’           |                      |
| 8. Gamba 8’                | 8. Flauto traverso 4’  |                      |
| 9. Principal 8’            | 9. Progressio 2&3 fach |                      |
| 10. Bordun 16’             | 10. Clarinette 8’ *    |                      |

## Dzwon Ósmej Godziny
Na kościelnej wieży znajduje się jeden z największych dzwonów w okolicy. Dzwon ordynacki zw. Dzwonem Ósmej Godziny swoją nazwę przyjął od godziny ósmej, kiedy to codziennie rano dzwonił. W 1649 roku za 5651 guldenów hrabia Jerzy III Oppersdorff odkupił go od rady miejskiej Ziębic. Do dziś na jednej z kamienic w tym mieście odnaleźć możemy sgraffito upamiętniające sprzedaż dzwonu. Dźwięki dzwonu usłyszeć można było także w czasach klęsk żywiołowych, w okresie wielkanocnym, podczas procesji Bożego Ciała i w czasie pogrzebów członków rodziny Oppersdorffów. Codziennie o ósmej godzinie dzwonił w intencji wszystkich umierających w danym dniu. Dzwonił tak przez wiele lat. W XVIII wieku został uszkodzony w czasie pożaru i zaistniała konieczność ponownego odlania. W czasie II wojny światowej razem z innymi dzwonami został wywieziony do Niemiec. Mieszkańców Głogówka ucieszyła wieść, że Dzwon Ósmej Godziny odnaleziono w 1949 roku na składowisku dzwonów w Hamburgu. Hrabia Wilhelm Hemna von Oppersdorff przyczynił się do tego, że przewieziono go do miasta Fuldy. W tym patronackim dla Głogówka mieście od 1950 roku dźwiękom dzwonu przysłuchiwali się mieszkańcy Fuldy i przyjezdni goście z Polski. W 1994 roku umieszczono go w katedralnym ogrodzie klasztoru i tam czekał na powrót do ojczyzny. Dzięki staraniom wielu ludzi 6 czerwca 2001 roku instrument powrócił do kościoła św. Franciszka. Serce dzwonu cały czas leżało w wieży klasztornej. Uroczyste poświęcenie ponownie zamontowanego dzwonu nastąpiło 23 czerwca 2001 roku.
| Waga (kg) | Ton uderzeniowy | Średnica (cm) | Odlewnia                     |
| --------- | --------------- | ------------- | ---------------------------- |
| ~4500 kg  | b°              | ok/ 200 cm    | Frantz Xaverii Stanke, Opawa |